# 弗雷德·戈尔茨坦
弗雷德·戈德斯坦（Fred Goldstein）是工人世界党的领导者。工人世界党的领导机构名为秘书处，由6人组成，他是其中之一。他是工人世界党的责任编辑，并且经常发表经济分析的文章。Goldstein是《低工资的资本主义：脚粘尘土的巨人》一书的作者，该书由世界观点论坛出版。